# Joseph Sancey
Joseph Sancey, né le 18 juillet 1758 à Burgille et mort le 5 avril 1816 à Pau, est un militaire français de la Révolution et de l’Empire.

## États de service
Il entre en service le 20 septembre 1775, comme soldat dans le régiment de Bassigny, il devient successivement caporal, sergent et fourrier les 1er janvier, 21 mai et 11 juin 1780. Sergent-major le 19 mars 1783, il est nommé adjudant sous-officier le 26 juillet 1786, puis il obtient son congé le 1er avril 1788.
Il reprend du service le 23 février 1790, comme simple soldat au 24e régiment d’infanterie, et il passe caporal le 1er janvier 1791, avant de rejoindre le 16 septembre suivant le 2e bataillon de volontaires de la Moselle, qui deviendra 84e régiment d’infanterie de ligne le 24 septembre 1803.
Le 21 septembre 1791, il récupère ses galons de sergent, puis ceux de sergent-major et d’adjudant sous-officier les 21 janvier et 21 mars 1792. Le 11 octobre 1792, il est choisi par ses camarades, pour le grade de chef de bataillon, commandant le 2e de la Moselle. De l’an II à l’an XII, il sert aux armées de la Moselle, de Rhin-et-Moselle, de Sambre-et-Meuse, d’Allemagne, d’Angleterre, d'Helvétie, du Danube, du Rhin, Gallo-Batave et de Hanovre. Le 22 novembre 1796, à Kehl, le général Lecourbe, lui confie le commandement de 6 compagnies de grenadiers, pour marcher en tête de sa colonne, afin d’attaquer, au levé du jour, les retranchements ennemis. Il s’élance le premier dans la redoute, prend plusieurs pièces de canon et d’obusiers, chasse l’ennemi, puis d’ouvrage en ouvrage, il parvient au dernier, malgré le feu des Autrichiens qui le prennent en écharpe. Le 21 octobre suivant, désigné pour effectuer une nouvelle attaque, il s’avance en bon ordre, malgré le feu des batteries ennemies, à la tête des grenadiers, il culbute plusieurs postes, et soutient pendant plus d’une heure le feu des batteries et de l’infanterie qui les protègent.
Il est promu chef de brigade le 23 juin 1799. Les Russes après avoir passé les Alpes, débouchent dans la vallée de Muttenthal, lorsqu’il reçoit dans la nuit du 29 et 30 septembre, l’ordre d’attaquer l’ennemi le lendemain à midi. N’ignorant pas qu’il a affaire à des forces très supérieures, il charge vigoureusement l’avant-garde ennemie, qui sans le soutien d’un corps d’armée qui se trouve à peu distance, aurait été obligée de se retirer sur les Alpes. Attaqué à son tour, il se défend avec opiniâtreté, pendant le reste de la journée et la nuit, permettant ainsi au général Molitor de recevoir une partie des renforts qu’il attendait depuis plusieurs jours. Le 1er octobre, l’armée russe attaque, et après un combat acharné, le chef de brigade Sancey est obligé de battre en retraite. Il opère son mouvement en bon ordre, sans se laisser entamer, et rejoint le général Molitor dans la vallée de Glaris, où il arrête les progrès de l’armée russe. Pendant l’action, il est grièvement blessé d’un coup de feu à la hanche gauche.
Le 27 juin 1800, près de Neuenbourg, à la tête d’un bataillon de sa demi-brigade, il attaque l’ennemi, qui a pris position dans un bois, le culbute et le poursuit jusque sous ses batteries, placées à l’angle d’un autre petit bois, où se trouve caché un corps de troupes très nombreux. Assailli à l’improviste, il fait bonne contenance, cependant il est obligé de céder au nombre et de se retirer, avant d’attaquer de nouveau avec plus d’impétuosité. La position et prise et reprise trois fois, mais ne recevant pas de renforts, il est obligé de se replier et de suivre le mouvement de retraite de sa division. Il est fait chevalier de la Légion d’honneur le 11 décembre 1803, et officier de l’ordre le 14 juin 1804.
En l’an XIII, il est employé au camp d’Utrecht, puis de l’an XIV à 1807, il fait les campagnes d’Autriche, de Prusse et de Pologne, au sein de la 2e division du 2e corps de la Grande Armée. Il prend part aux opérations qui ont lieu jusqu’à la paix de Tilsit.
Le 25 avril 1808, il est nommé au commandement d’un régiment provisoire en Espagne, et il est employé à la division du général Lefebvre, à Miranda en août suivant. Passé au 3e corps de l’armée d’Espagne, il continue à faire campagne jusqu’au 18 avril 1810, date de son admission à la retraite.
Il meurt le 5 avril 1816 à Pau.

## Sources
- A. Lievyns, Jean Maurice Verdot, Pierre Bégat, Fastes de la Légion-d'honneur, biographie de tous les décorés accompagnée de l'histoire législative et réglementaire de l'ordre, Tome 3, Bureau de l’administration, 1844, 529 p. (lire en ligne), p. 477.
- Léon Hennet, État militaire de France pour l’année 1793, Siège de la société, Paris, 1903, p. 333.
- Commandant G. Dumont, Bataillons de volontaires nationaux, (cadres et historiques), Paris, Lavauzelle, 1914, p. 225.